# Jitka Charvátová
Jitka Charvátová (* 10. dubna 1975, České Budějovice), známá pod uměleckým pseudonymem jako JI, je česká zpěvačka a skladatelka.

## Začátky
JI se narodila v Českých Budějovicích. Její otec ji přivedl ke hře na klavír a zpěvu. Vystudovala gymnázium Jana Valeriána Jirsíka v Českých Budějovicích. Po maturitě začala pracovat na druhé tuzemské komerční rádiové stanici – Radiu Faktor. Působila zde celkem dvanáct let. Natočila společně s Dušanem Vozárym jeho sólovku "Déva", jejich spolupráce následně přerostla do projektu Fiction, kde zpívala společně s Mejlou Hlavsou. V rámci Fiction vydala v rozmezí let 1994–1996 tři alba. Poté se věnovala vlastní autorské tvorbě. Od roku 2003 působila v sestavě Skyline, se kterou natočila opět tři desky. Po odchodu z kapely se v roce 2008 rozhodla vydat na sólovou dráhu. V roce 2010 vydává debut "Feed My Lion", který produkoval Armin Effenberger z Cartonnage.

## Deska Feed My Lion: 2010 – současnost
V prosinci 2009 vydala debutový singl "Real Life".
Dne 19. prosince 2009 pokřtila JI desku "Feed My Lion" v La Fabrice společně se skupinou Cartonnage. Její první deska vychází 11. ledna 2010.
V dubnu byl představen videoklip ke skladbě "Real Life", který je inspirován sci-fi Barbarella ze 70. let. Další singl "Smile" byl poslán do rádií v červenci. Remixová verze skladby "Deep Connection" zazněla ve slovenském filmu "Nesmrteľní: Projekt Alfa"
Na jaře 2012 Jitka ohlásila název druhé desky, na které intenzivně pracuje. Bude se jmenovat podle archanděla "Ariel".

## Diskografie

### Feed My Lion
Na albu se podílel producent Armin Effenberger. Album vyšlo 11. ledna 2010 u nezávislého vydavatelství Big Demoiselles Jitky Charvátové.
| Pořadí | Název           | Autor                                              | Producent(i)      | Délka |
| ------ | --------------- | -------------------------------------------------- | ----------------- | ----- |
| 1.     | Real Life       | Jitka Charvátová, Pavla Milcová, Armin Effenberger |                   | 3:41  |
| 2.     | Deep Connection | JI, Pavla Milcová                                  | Armin Effenberger | 4:36  |
| 3.     | Big Demoiselles |                                                    |                   |       |
| 4.     | Human Song      |                                                    |                   |       |
| 5.     | Isolated        |                                                    |                   |       |
| 6.     | Feed My Lion    |                                                    |                   |       |
| 7.     | I'm That Girl   |                                                    |                   |       |
| 8.     | Likilikila      |                                                    |                   |       |
| 9.     | Loose That      |                                                    |                   |       |
| 10.    | Smile           |                                                    |                   |       |
| 11.    | The Tiger       |                                                    |                   |       |
| 12.    | Ego             |                                                    |                   |       |

### Ariel
- 2. studiové album
- Vyjde: TBA 2013